# ألبرتو غيريرو مارتينيز
ألبرتو غيريرو مارتينيز هو سياسي إكوادوري، ولد في 28 يونيو 1884 في غواياكيل في الإكوادور، وتوفي في 21 مايو 1941 بسبب نوبة قلبية.